# Independent Labour Party

Logo

Independent Labour Party (ILP, Onafhankelijke Partij van de Arbeid) is een onderdeel van de Britse Labour Party. Rond 1890 hadden diverse onafhankelijke socialistische leden van het Britse House of Commons (Lagerhuis) behoefte om zich te verenigen in een (vrij losse) politieke partij. In 1892 werd in Manchester een Independent Labour Party opgericht. Spoedig werden er meerdere regionale en stedelijke ILP's opgericht die in 1893 opgingen in de landelijke Independent Labour Party (ILP). James Keir Hardie nam het voorzitterschap van de ILP op zich. In 1895 had de partij al 35.000 leden en 25 vertegenwoordigers in het Lagerhuis. In 1898 sloot de ILP zich aan bij de Social Democratic Federation. Beide groepen gingen in 1900 deel uitmaken van de Labour Party, een los verband van sociaaldemocratische en socialistische verenigingen en vakbonden, aanvankelijk als politieke arm van de vakbeweging. 
De ILP is qua ledental de voornaamste vereniging binnen de Labour Party. 
Zie ook:
- Ramsay MacDonald
- James Keir Hardie
- Labour Party
- Christian Socialist Movement
- Social Democratic Federation
- Fabian Society